# 소하고등학교
소하고등학교(所下高等學校)는 대한민국 경기도 광명시 소하동에 있는 공립 고등학교이다.

## 학교 연혁
- 1997년 1월 14일 : 소하고등학교 설립인가 (12학급)
- 1997년 3월 1일 : 초대 김용비 교장 취임
- 1997년 3월 3일 : 소하고등학교 개교 (10학급 500명 입학)
- 2000년 2월 11일 : 제1회 졸업식 (졸업생 433명)
- 2018년 2월 7일 : 제19회 졸업식 (졸업생 464명, 총 9,988명)
- 2022년 3월 2일 : 제9대 고남숙 교장 취임

## 참고 자료
- 소하고등학교 - 한국교육학술정보원 학교알리미